# 차케소사우루스

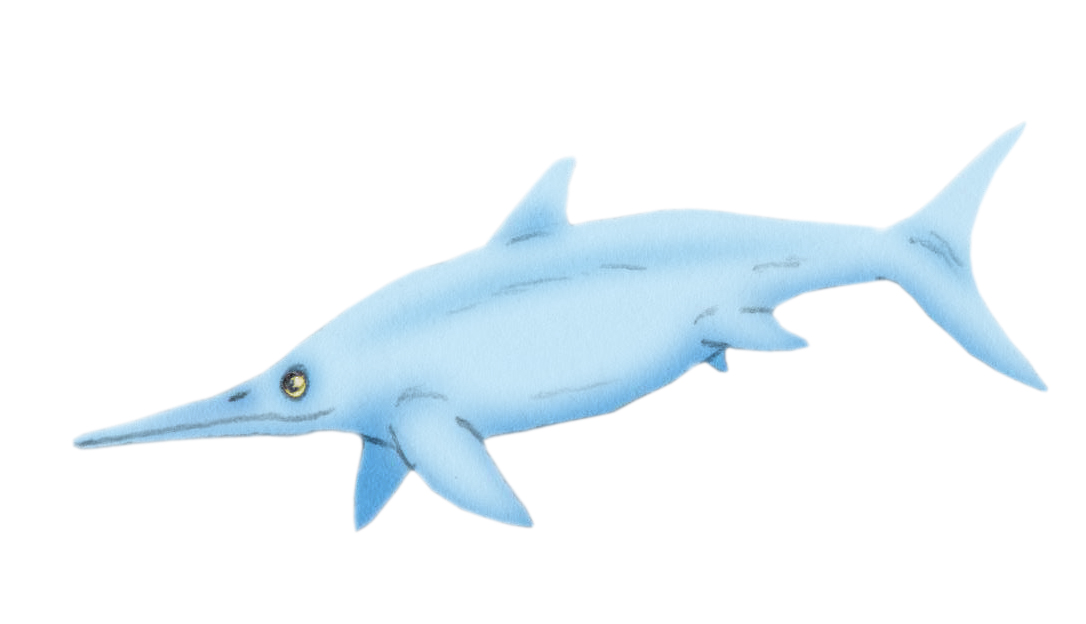

차케소사우루스(학명:Chacaicosaurus cayi)는 어룡목 메리아모사우루스과에 속하는 어룡이다. 지금은 멸종된 종으로서 전체적인 몸길이가 4~8m인 거대한 어룡에 속한다.

## 특징
차케소사우루스는 마르타 S에 의해 이름 지어졌다. 1994년의 페르난데스 종류는 차케시오사우루스 카이이다. 총칭은 홀로타입이 수집된 차카이코 수르 지역성과 그리스어로 "마법사"의 이름에서 유래되었다. 차케소사우루스는 부분 두개골과 거의 완전한 앞핀을 보존한 관절형 부분 골격인 홀형 MOZ 5803에서만 알려져 있다. 그것은 약 1억 7760만년전에서 1억 0777만년전까지 중부 쥐라기 바조키아 초기 단계까지 거슬러 올라가는 로스 몰레스 형성의 에밀리아 기벨리 암모노이드 존에서 차카이코 수르 지방으로 수집되었다. 그것은 뉴켄 분지의 사팔라시 근처에서 발견되었다. 같은 지역에서 발견된 몰레사우루스 페리알루스와 함께 차케소사우루스는 아알레니아-바토니아 구간에서 유일하게 진단된 어룡 표본이다. 원래의 설명에서 페르난데스는 차케시오사우루스를 특정 가족에 할당하지 않았다. 마이스치와 마츠케(2000년)와 마이스치(2010년)는 선진 협착증으로 봤다. 그러나 최근 클래디스트 분석 결과 차케소사우루스는 스테노페리기와와 안과공룡과 둘 다 외부에 있는 바살 툰노사우루스인 것으로 밝혀졌다. 또한 차케소사우루스는 큰 가슴지느러미와 꼬리지느러미를 가지고 있으며 생존했던 시기에는 하늘색의 몸을 가진 어룡이였을 것으로 보인다. 척추와 갈비뼈도 넓게 확장되어 있으며 양턱에는 총 15~25개의 삼각형에 톱니 모양을 가진 이빨을 가지고 있다. 분류학적으로 보면 차케소사우루스는 아르헨티나 북서부의 파타고니아 지역에서 알려진 긴코끼리사우루스 어류공룡의 멸종된 종이다. 먹이로는 당대에 서식했던 물고기, 갑각류, 두족류와 다른 작은 어룡을 주로 잡아먹고 살았을 육식성의 포식자로 추정되는 종이다.

## 생존시기와 서식지와 화석의 발견
차케소사우루스가 생존했던 시기는 중생대의 쥐라기 중기로서 지금으로부터 1억 8000만년전~1억 6500만년전에 생존했드. 생존했던 시기에는 남아메리카를 중심으로 하는 남동부 태평양과 남서부 대서양에서 주로 서식했었던 어룡이다. 화석의 발견은 1994년에 남아메리카의 쥐라기에 형성된 지층에서 남아메리카의 고생물학자들에 의해 처음으로 화석이 발견되어 새롭게 명명되었다.

## 같이 보기
- 파충류
- 중생대
- 쥐라기
- 어룡
- 화석